# Samsung Fire Cup
La Samsung Fire & Marine Insurance World Masters Baduk (abbreviata comunemente in Samsung Cup) è un torneo internazionale di Go.

## Torneo
La formula del torneo è variata nel corso degli anni, inizialmente si trattava di un torneo ad eliminazione diretta, attualmente la formula prevede un torneo preliminare, a cui chiunque può partecipare (anche i dilettanti), al termine del quale 16 giocatori si qualificano aggiungendosi ai 4 semifinalisti dell'anno precedente.
Dopo una fase a gruppi le semifinali e la finale sono al meglio delle 3 partite (la finale in passato era al meglio delle 5 partite).
Il premio per il vincitore è di 300.000.000 di won coreani (circa 200.000 euro)

## Albo d'oro
| Edizione | Anno    | Vincitore      | Punteggio | Finalista        |
| -------- | ------- | -------------- | --------- | ---------------- |
| 1        | 1996    | Norimoto Yoda  | 2-1       | Yoo Chang-hyuk   |
| 2        | 1997    | Lee Chang-ho   | 3-0       | Satoru Kobayashi |
| 3        | 1998-99 | Lee Chang-ho   | 3-2       | Ma Xiaochun      |
| 4        | 1999    | Lee Chang-ho   | 3-0       | Cho Son-jin      |
| 5        | 2000    | Yoo Chang-hyuk | 3-1       | Kimio Yamada     |
| 6        | 2001    | Cho Hun-hyun   | 2-1       | Chang Hao        |
| 7        | 2002-03 | Cho Hun-hyun   | 2-0       | Wang Lei         |
| 8        | 2003    | Cho Chikun     | 2-1       | Park Yeong-hun   |
| 9        | 2004    | Lee Se-dol     | 2-0       | Wang Xi          |
| 10       | 2005-06 | Luo Xihe       | 2-1       | Lee Chang-ho     |
| 11       | 2006-07 | Chang Hao      | 2-0       | Lee Chang-ho     |
| 12       | 2007-08 | Lee Se-dol     | 2-1       | Park Yeong-hun   |
| 13       | 2008-09 | Lee Se-dol     | 2-0       | Kong Jie         |
| 14       | 2009    | Kong Jie       | 2-0       | Qiu Jun          |
| 15       | 2010    | Gu Li          | 2-1       | Heo Yeong-ho     |
| 16       | 2011    | Won Seong-jin  | 2-1       | Gu Li            |
| 17       | 2012    | Lee Se-dol     | 2-1       | Gu Li            |
| 18       | 2013    | Tang Weixing   | 2-0       | Lee Se-dol       |
| 19       | 2014    | Kim Ji-seok    | 2-0       | Tang Weixing     |
| 20       | 2015    | Ke Jie         | 2-0       | Shi Yue          |
| 21       | 2016    | Ke Jie         | 2-1       | Tuo Jiaxi        |
| 22       | 2017    | Gu Zihao       | 2-1       | Tang Weixing     |
| 23       | 2018    | Ke Jie         | 2-1       | An Kuk-hyun      |
| 24       | 2019    | Tang Weixing   | 2-1       | Yang Dingxin     |
| 25       | 2020    | Ke Jie         | 2-1       | Shin Jin-seo     |
| 26       | 2021    | Park Jung-hwan | 2-1       | Shin Jin-seo     |
| 27       | 2022    | Shin Jin-seo   | 2-0       | Choi Jung        |
| 28       | 2023    | Ding Hao       | 2-1       | Xie Erhao        |
| 29       | 2024    | Ding Hao       | 2-1       | Dang Yifei       |